# Wełtyń (jezioro)
Wełtyń (do 1945 r. niem. Woltinsee) – jezioro położone wśród wzgórz morenowych w rozległej rynnie polodowcowej, w zachodniej części Pobrzeża Szczecińskiego na Równinie Wełtyńskiej na południe od wsi Wełtyń.
Z Jeziora Wełtyńskiego wypływa Struga Wełtyńska, uchodzą do niego liczne małe cieki i rowy melioracyjne oraz wody podziemne.
Zbiornik charakteryzuje się urozmaiconą linią brzegową i zmiennym dnem. Dno jeziora jest piaszczyste, jedynie w zatokach pokrywa je warstwa mułu, obfituje w liczne zmiany głębokości.
Na jeziorze znajdują się trzy duże wyspy: Koźla, Dzicza i Ptasia, które zajmują łącznie 32 ha i są porośnięte łąkami i lasami. 
Zachodni brzeg spełnia funkcje rekreacyjne, mieszczą się tam ośrodki wypoczynkowe, pola namiotowe i gospodarstwa agroturystyczne. W południowej części, w pobliżu wsi Wirów brzeg tworzy szeroką piaszczystą plażę, a miejsce kąpieli otoczone jest pomostem. Jest tu nawet brodzik dla najmłodszych. Za pomostem koniec kąpieliska wyznaczają czerwone boje. Teren rekreacyjny otoczony jest domkami letniskowymi, drzewami i małą, trawiastą polaną. Na terenie kąpieliska jest plac zabaw i boisko do plażowej siatkówki. W Wełtyniu również znajduje się niestrzeżona plaża, kąpielisko otoczone jest lasem i domkami letniskowymi.
Wschodni brzeg jest podmokły, jest tam rezerwat faunistyczno-florystyczny Łąki Storczykowe ze stanowiskami storczyków i miejscami występowania chronionych gatunków zwierząt.
Od strony zachodniej jeziora przebiega  Szlak Czepiński, a od wschodu  Szlak Równiny Wełtyńskiej i Pojezierza Myśliborskiego
Jezioro Wełtyńskie jest akwenem wędkarskim, który okoliczne związki wędkarskie zarybiają szczupakiem, linem i karpiem.
Na jeziorze jest prowadzona gospodarka rybacka, Wełtyń należy do jezior typu leszczowego.
Jest to największy zbiornik wodny Gminy Gryfino.
Latem nad jeziorem odbywał się Gryfiński Festiwal Rowerowy "Komandor Cool Bike Jazz Bike".
W 1995 roku dokonano badań czystości wody Wełtynia, gdzie oceniono stan wód na II klasę. Stwierdzono także III kategorię podatności na biodegradację.
Na wodach Jeziora Wełtyńskiego obowiązuje zakaz używania jednostek pływających napędzanych silnikami spalinowymi oraz skuterów wodnych. Wyjątkiem są szalupy pływające na wyspy Koźlą oraz Dziczą z przystani w Wełtyniu. 